# Kretska belozoba rovka
Kretska belozoba rovka (znanstveno ime Crocidura zimmermanni) je vrsta žužkojedov iz družine rovk, ki živi samo v hriboviti notranjosti grškega otoka Kreta in je torej kretski endemit.
Za razliko od nekaterih izumrlih otoških vrst rovk pri kretski belozobi rovki ni teženj po gigantizmu, kar pripisujejo večjemu pritisku tekmecev in plenilcev na Kreti, ki je nekoliko manj izolirana od drugih sredozemskih otokov. Odrasli osebki tehtajo 7–10 g, kar je približno enakovredno predniški vrsti Crocidura konfeldi s celine.

## Taksonomija
Kretska belozoba rovka je bila opisana kot podvrsta belozobe poljske rovke (Crocidura russuli), kasneje pa so na podlagi kariotipa dokazali, da gre za samostojno vrsto. Razvila se je iz predniške vrste Crocidura konfeldi. Ta se je v pliocenu kot prva vrsta rovke razširila v Evropo in poselila tudi otoke, verjetno z naravnimi splavi (rovke zaradi majhnosti in visoke stopnje presnove ne morejo samostojno prečkati morja).

## Razširjenost
Območje razširjenosti je omejeno na območje v osrednjem delu Krete, veliko manj kot 3.500 km², znotraj katerega je znana le še s petih ali manj lokacij na treh gorskih vrhovih. Ogrožata jo fragmentiranost območja in tujerodna vrtna rovka, zato je po merilih Svetovne zveze za varstvo narave opredeljena kot vrsta, ki ji grozi izumrtje.
Zavarovana je po Rdečem seznamu ogroženih vrst Grčije in Bernski konvenciji.